# 아이 파인.. 땡큐.. 러브 유
아이 파인.. 땡큐.. 러브 유(Ai Fai.. Thank You.. Love You, I Fine..Thank You..Love You)는 태국에서 제작된 메즈 다라톤 감독의 2014년 코미디 영화이다. 프리차야 퐁타나니코른 등이 주연으로 출연하였다.

## 출연

### 주연
- 프리차야 퐁타나니코른
- 아오이 소라